# 普照寺 (韩城)
普照寺 (韩城)位于中国陕西省韩城市昝村镇吴村寨南角，已列为第五批全国重点文物保护单位。

## 历史
普照寺始建于元延祐三年（1316年），清道光三年（1823）重修。

## 建筑
普照寺坐北向南，现存建筑有大殿、土地庙、关公庙、伽蓝庙、护法庙、观音洞等。其中大殿为元代遗物，面阔5间，抬梁式木构架，单檐歇山顶，琉璃筒瓦，脊有吻兽。斗拱为五铺作双昂。殿前、殿后各有碑二通。

## 保护
1957年5月，普照寺被公布为陕西省重点文物保护单位。2001年6月25日，普照寺由中华人民共和国国务院公布为第五批全国重点文物保护单位，编号5-424。
      